# 浮世絵師一覧
浮世絵師一覧（うきよえしいちらん）は、ウィキペディア日本語版の記事となっている浮世絵師の名を列記したものである。

## 時代区分一覧

### 始期（1550頃〜1673頃）
戦国の世が統一され平和な世の中になりつつあった天文年間から寛文年間にかけて活躍した絵師。
- 岩佐又兵衛
- 岩佐勝重
- 北村忠兵衛
- 山本理兵衛
- 辻村茂兵衛
- 菱川孫兵衛

### 初期（1673頃〜1763頃）
泰平の世を謳歌しつつも社会的な綻びが見え始めた延宝年間から宝暦年間にかけて活躍した絵師。
- 花田内匠
- 繁尚
- 浮世又平
- 当世又兵衛
- 菱川師宣
- 菱川師房
- 菱川師永
- 菱川師喜
- 菱川師平
- 菱川友房
- 菱川師秀
- 菱川師盛
- 菱川師保
- 菱川師信
- 菱川師寿
- 菱川師直
- 菱川友章
- 菱川友宣
- 菱川政信
- 菱川和翁
- 菱川和夕
- 古山師重
- 古山師政
- 古山師胤
- 古山師継
- 古山伴水
- 古山師則
- 菱川さん
- 田村水鷗
- 東坡軒
- 富安
- 山崎龍女
- 石川流宣
- 杉村治兵衛
- 守房
- 橘守国
- 初代 鳥居清元
- 鳥居清信
- 鳥居清倍
- 鳥居清胤
- 鳥居清春
- 鳥居清政 (享保年間)
- 鳥居清忠
- 鳥居忠次
- 鳥居清朝
- 鳥居清朗
- 鳥居昌信
- 鳥居如昌
- 鳥居清満
- 鳥居清久
- 鳥居清近
- 鳥居房信
- 羽川珍重
- 羽川藤永
- 羽川和元
- 有賀常近
- 松永春門
- 懐月堂安度
- 長陽堂安知
- 懐月堂度繁
- 懐月堂度辰
- 懐月堂度種
- 懐月堂度秀
- 松野親信
- 宮川長春
- 宮川一笑
- 宮川長亀
- 宮川春水
- 宮川正幸
- 宮川春信
- 宮川長房
- 宮川長哉
- 宮川安信
- 小野方義
- 宮崎友禅
- 日置友尽斎
- 勝川薪水
- 柳枝軒
- 山本伝六
- 窪田政春
- 庄五郎
- 源三郎
- 吉田半兵衛
- 居初津奈女
- 西川祐信
- 西川祐尹
- 西川祐肖
- 鴨祐為
- 西川祐代
- 治信
- 田村貞信
- 奥村政信
- 奥村利信
- 奥村政房
- 奥村政利
- 奥村信房
- 奥村源六
- 信春
- 谷川房信
- 万月堂
- 東月堂文鶴
- 定月堂
- 艶月堂
- 光月堂
- 西村重長
- 山本義信
- 常川重信
- 寺井重房
- 石川豊信
- 石川豊清
- 石川昔信
- 義行
- 月岡雪鼎
- 月岡雪斎
- 寺沢昌次
- 川又常行
- 川又常正
- 川又常辰
- 二代目 鳥居清信
- 二代目 鳥居清倍
- 初代 鳥居清重
- 鳥居清舛
- 鳥居清経
- 鳥居清広
- 松寿
- 大森善清
- 広瀬重信
- 鳥居清里
- 藤川吉信
- 小川破笠
- 蟠龍軒
- 長谷川雪朝
- 梅翁軒永春
- 東川堂里風
- 東艶斎花翁
- 西川照信
- 西川むめ
- 永田照貞
- 上柿芳龍
- 空明堂信之
- 蜷川常勝
- 流草子清重
- 梅祐軒勝信
- 墨流軒
- 嬋毫堂俊信
- 流川堂枝風
- 万里堂東湖
- 小川詮茂
- 滝沢重信
- 柳月子
- 幽宝軒
- 里円堂
- 軒月堂
- 書感堂
- 富川房信（富川吟雪）
- 鳥山石燕
- 東燕斎寛志
- 田中益信
- 中路定年
- 野々村治兵衛
- 絵菱屋忠七
- 北尾辰宣
- 高木貞武
- 井村勝吉
- 赤猫斎全暇
- 近藤清春
- 近藤清信
- 近藤勝信
- 川枝豊信
- 川島重信
- 川島叙清
- 勝川輝重
- 田村吉信
- 西河吉信
- 山本藤信
- 寿香亭吉信
- 龍寿長
- 三楽
- 長谷川光信
- 大岡道信
- 梅雪堂貞道
- 勝間龍水
- 穂積堂青牛
- 大和川錦舟
- 栄礎
- 令之
- 坂本兌候
- 書肝斎

### 中期（1764頃〜1817頃）
町人文化が爛熟した明和年間から文化年間に活躍した絵師。
- 志水燕十
- 月沙
- 石柳女
- 石仲女
- 緑亀洞石寿
- 燕川洞石鳥
- 金長洞石賀
- 並岡耕好
- 鈴木春信
- 鈴木春重（司馬江漢）
- 司馬江南
- 駒井美信
- 鈴木春次
- 仲国信
- 上野章波
- 菱川友幸
- 森野宗玉
- 内政 (浮世絵師)
- 礒田湖龍斎
- 土龍斎
- 大久保巨川
- 蘭雨
- 古川亀玉子
- 阿部莎鶏
- 至中
- 花房重信
- 山本重信 (浮世絵師)
- 菊川秀信
- 籟堂
- 至信
- 麦大
- 光信
- 東穿
- 井蛙
- 斧山勝
- 芳川春幸
- 橘保国
- 谷久和
- 春徳斎利英
- 春月堂利長
- 一筆斎文調
- 岸文笑（頭光）
- 玉川舟調
- 文康
- 石川豊雅
- 宮川柳川
- 遠山龍雲斎
- 菱川師興
- 勝川春章
- 黄雲
- 山田敬之 (浮世絵師)
- 勝川春好
- 勝川春英
- 勝川春潮
- 勝川春童
- 勝川春艶
- 勝川春鶴
- 勝川春里
- 勝川春紅
- 亜欧堂田善
- 遠藤田一
- 歌川豊信
- 歌川豊春
- 歌川豊久
- 歌川豊秀
- 酒井抱一
- 加保茶宗園
- 歌川豊勝
- 二代目 歌川豊春
- 歌川世の
- 桐鳥
- 勝川春常
- 勝川春泉
- 勝川春山
- 勝川春暁
- 勝川春林
- 勝川春橋
- 勝川春琳
- 勝川春洞
- 勝川春久
- 勝川春徳
- 叢豊丸（二代目 勝川春朗）
- 叢豊丸 (2代目)
- 勝尾春政
- 鳥居清長
- 鳥居清政
- 二代目 鳥居清元
- 振鷺亭
- 風養
- 玉川春水
- 北尾重政
- 北尾政演（山東京伝）
- 北尾政てる
- 兎角亭亀毛
- 北尾政美（鍬形蕙斎）
- 窪俊満
- 窪はつ
- 式上亭柳郊
- 水野廬朝
- 蒲生踊魚
- 濫江楼
- 万里 (浮世絵師)
- 恋川春町
- 喜多川歌麿
- 喜多川藤麿
- 喜多川月麿
- 喜多川行麿
- 琴風舎豊麿
- 喜多川長麿
- 喜多川式麿
- 喜多川竹麿
- 喜多川花麿
- 喜多川年麿
- 別人喜多川歌麿
- 常麿
- 喜多川秀麿
- 喜多川磯麿
- 喜多川此麿
- 喜多川千代女
- 道麿
- 峰麿
- 楽麿
- 長斎幾代麿
- 千哥信
- 豊章
- 樹下石上
- 文浪
- 千万 (浮世絵師)
- 栄松斎長喜
- 馬光
- 一壺斎牽信
- 東西庵南北
- 文龍斎
- 鳥文斎栄之
- 鳥高斎栄昌
- 鳥橋斎栄里
- 鳥園斎栄深
- 一楽亭栄水
- 五郷
- 一貫斎栄尚
- 琢斎栄玉
- 酔月斎栄雅
- 弄春斎栄江
- 栄烏
- 鳥喜斎栄綾
- 栄鱗
- 栄暉
- 栄樹
- 栄笑
- 栄甫
- 鳥卜斎栄意
- 霽月斎栄節
- 葛堂栄隆
- 一掬斎栄文
- 鳥玉斎栄京
- 文和斎栄晁
- 鳥囀斎栄寿
- 酔夢亭蕉鹿
- 翠松斎栄月
- 桃源斎栄舟
- 鳥龍斎栄源
- 春川栄山
- 鳥玄斎栄松
- 栄波
- 栄興
- 篠原女
- 礫川亭素潾
- 桃扇舎指月
- 観斎一揮
- 雲渓芦信行
- 藤原祐寛
- 桜川文橋
- 青蘭
- 有演
- 素楽
- 東洲斎写楽
- 歌舞妓堂艶鏡
- 東洲一保
- 初代 歌川豊国
- 初代 歌川国政
- 歌川国経
- 歌川豊広
- 歌川芳広
- 歌川直広
- 歌川広兼
- 歌川広演
- 歌川広恒
- 歌川国次
- 歌川国長
- 初代 歌川国久
- 歌川国丸
- 歌川国広 (石川氏)
- 竹斎龍子
- 歌川春光
- 硯寿堂
- 闇牛斎円志
- 十返舎一九
- 式亭三馬
- 岡本昌房
- 国花堂
- 耳鳥斎
- 鉄鳥斎
- 越鳥斎
- 兎鹿斎
- 蔀関月
- 岡田玉山
- 石田玉山
- 大原東野
- 丹羽桃渓
- 墨江武禅
- 桂宗信
- 桂みき女
- 西村中和
- 田中巨川斎
- 流光斎如圭
- 流光斎子健
- 梅好斎
- 年古楼梅溪
- 初代 柳文朝
- 二代目 柳文朝
- 不韻斎
- 初代 速水春暁斎
- 二代目 速水春暁斎
- 初代 鳥居清秀
- 鶴岡蘆水
- 竹原春朝斎
- 竹原春泉斎
- 秋里籬島
- 橘岷江
- 松好斎半兵衛
- 蘭好斎
- 真好
- 雪好
- 露好
- 翠釜亭邦高
- 暁鐘成
- 丸丈斎国広
- 国平
- 国晴
- 水府豊春
- 篤麿
- 豊政
- 燕川洞石鳥
- 沢雪嶠
- 紀夏海
- 山吐雲
- 下河辺拾水
- 小松屋百亀
- 月斎峨眉丸（牧墨僊）
- 古阿三蝶
- 祇園井特
- 森周峰
- 稲垣つる女
- 南竹堂
- 洋堂
- 菱川柳谷
- 三代目 堤等琳
- 森田安親
- 二柳斎吉信
- 堀田行長
- 括嚢
- 日本斎
- 高力猿猴庵
- 駒新
- 紀有文
- 椒芽田楽
- 谷鵬

### 後期（1804頃〜1859頃）
世相の廃頽と政局の混乱に右往左往した幕末の文化文政年間から〜安政年間にかけた活躍した絵師。 
- 菱川信丸
- 菱川師種
- 菱川清春
- 月川輝重
- 浮世重勝
- 驪龍亭
- 小金厚丸
- 綾岡輝松
- 二代目 北尾重政
- 二代目 勝川春山
- 二代目 勝川春章
- 二代目 勝川春亭
- 二代目 勝川春童
- 笑寿
- 葛飾北斎
- 二代目 葛飾北斎
- 菱川宗理
- 昇亭北寿
- 二代目 昇亭北寿
- 柳々居辰斎
- 魚屋北渓（葵岡北渓）
- 岳亭春信
- 岳亭一麿
- 葵岡渓栖
- 蹄斎北馬
- 二代目 有坂北馬
- 駿斎連馬
- 牧亭集馬
- 蜂房秋艃
- 龍斎逸馬
- 叢斎遊馬
- 影斎北曜
- 初代 柳川重信
- 二代目 柳川重信
- 柳斎重春
- 柳狂亭重直
- 柳川信貞
- 重房
- 柳川重政
- 柳川信政
- 遠浪斎重光
- 天淵道人
- 柳川国直
- 酔月壺龍
- 北遊斎一鵞
- 錦亭鳴蟲
- 葛飾北斎 (非葛飾派)
- 歌川直政
- 歌川直房
- 歌川直貞
- 歌川直久
- 歌川国種
- 歌川種繁
- 歌川種政
- 歌川種清
- 歌川種景
- 歌川種信
- 歌川国為
- 歌川信勝
- 歌川勝重
- 歌川勝信
- 歌川勝秀
- 歌川勝芳
- 歌川勝政
- 歌川国幸
- 歌川貞繁
- 歌川貞綱
- 歌川貞幸
- 歌川貞歌女
- 歌川貞孝
- 歌川貞久
- 歌川貞兼
- 高井鴻山
- 葛飾応為
- 葛飾春嶺
- 葛飾戴斗
- 一明
- 葛飾辰女
- 葛飾北為
- 葛飾北雲
- 葛飾北英
- 葛飾北雅
- 抱亭五清
- 卍楼北鵞
- 葛飾為斎
- 小山岩治郎
- 葛飾北樹
- 葛飾北周
- 葛飾北秀
- 蛟斎北岑
- 葛飾北嵩
- 葛飾北僊
- 葛飾北岱
- 葛飾北濤
- 葛飾北明
- 葛飾北鳴
- 葛飾北目
- 葛飾北広
- 葛飾北一
- 葛飾北里
- 葛飾北輝
- 葛飾北洋
- 北柳亭
- 大山北李（恒斎北李）
- 入江北嶺
- 百寿雷山
- 葛飾雷周
- 安田雷洲
- 近藤為一
- 雲戴子斗雷
- 卍斎一昇
- 戴雅堂一僊
- 一峯斎馬円
- 画讃人
- 牧墨僊
- 沼田月斎
- 森玉僊
- 亀井玉堂
- 大石真虎
- 山本蘭亭
- 鈴村景山
- 小田切春江
- 光一英章
- 存斎光一
- 本間北曜
- 鈴木其一
- 恋川春政（晩器春政）
- 二代目 喜多川歌麿
- 喜多川雪麿（墨川亭雪麿）
- 墨春亭梅麿
- 菊川英二
- 菊川英山
- 菊川英章
- 菊川英柳
- 菊川百花
- 菊川英里
- 菊川英玉
- 菊川英重
- 菊川英賀
- 菊川英子
- 渓斎英泉
- 菊川英信
- 菊川英秀
- 春川英笑
- 風柳山人時成
- 合川珉和
- 貞斎泉晁
- 静斎英一
- 米花斎英之
- 泉蝶斎英春
- 春斎英暁
- 一陽軒英得
- 信斎英松
- 磯野文斎
- 五勇亭英橋
- 景斎英寿
- 植木屋孫八
- 山斎泉隣
- 貞斎泉晁
- 嶺斎泉里
- 西崎竹窓
- 石川哥山
- しゅう溪
- 嵩岳堂
- 北川春成
- 二代目 鳥居清満（鳥居清峰）
- 鳥居清国
- 二代目 鳥居清峰
- 二代目 鳥居清重
- 清川重春
- 二代目 鳥居清忠
- 二代目 鳥居清春
- 歌川豊熊
- 歌川国安
- 歌川安信
- 歌川安峰
- 歌川安清
- 歌川安常
- 歌川安重
- 歌川安春
- 歌川安秀
- 歌川国武
- 歌川武重
- 歌川武光
- 歌川武虎
- 二代目 歌川国安
- 歌川国虎
- 歌川国忠
- 歌川国彦
- 歌川国兼
- 歌川国重
- 二代目 歌川豊国（歌川豊重）
- 歌川国弘
- 歌川国道
- 歌川国一
- 歌川国興
- 二代目 歌川国重
- 歌川国朝
- 歌川国久女
- 歌川国時
- 歌川国宅
- 歌川国近
- 三代目 歌川豊国（歌川国貞）
- 五美亭栄橘
- 歌川貞岡
- 歌川貞章
- 歌川貞清
- 歌川貞勝
- 五位亭徳升
- 歌川国員
- 二代目 歌川豊久
- 歌川豊年
- 歌川国盛
- 二代目 歌川国盛
- 歌川国郷（立川斎国郷）
- 初代 歌川国芳
- 歌川芳鳥女
- 歌川芳女
- 歌川芳重
- 歌川芳駒
- 歌川芳政
- 歌川芳辰
- 歌川芳影
- 歌川芳清
- 歌川芳忠
- 歌川芳春 (文政年間)
- 歌川芳信 (文政年間)
- 歌川芳房 (文政年間)
- 歌川芳直
- 歌川芳見
- 歌川芳里
- 歌川芳明
- 歌川芳中
- 歌川芳照
- 歌川芳廉
- 歌川芳舟
- 一瓢斎芳信
- 一簾亭関斎
- 胡蜂園盛信
- 南嶺斎
- 南嶺斎 (大坂)
- 歌川国信
- 歌川信清
- 歌川信一
- 歌川清一
- 歌川信房
- 歌川信与喜
- 歌川信秀
- 歌川信貞
- 歌川国花女
- 初代 歌川広重（安藤広重）
- 東岳
- 紫紅
- 歌川重昌
- 清水重晴
- 歌川重房
- 歌川広景
- 初代 歌川国輝（歌川貞重）
- 歌川国直
- 歌川国宗
- 二代目 歌川国政（二代目 歌川国宗）
- 初代歌川国満
- 二代目 歌川国満
- 歌川国勝
- 歌川国重
- 歌川国継
- 歌川国英
- 歌川国景
- 歌川豊清
- 歌川国富
- 歌川国福
- 二代目 歌川国虎
- 歌川貞信
- 初代 歌川広近
- 鳥羽広丸
- 勝川春扇
- 勝川春亭
- 歌川貞虎
- 歌川貞景
- 二代目 歌川貞景
- 歌川貞升
- 歌川貞芳
- 貞雪
- 宇田川升鶴
- 歌川貞房
- 歌川房清
- 歌川房種
- 歌川芳虎
- 歌川芳形
- 歌川芳升
- 松岡緑堂
- 松岡緑江
- 一玉斎
- 歌川重丸
- 歌川年丸
- 歌川輝人
- 歌川重次
- 歌川貞広（五蝶亭貞広）
- 二代目 歌川貞広
- 長谷川貞政
- 長谷川信広
- 長谷川貞春
- 雪江
- 初代 歌川豊久（梅花亭豊久）
- 歌川国広
- 歌川芳綱
- 初代 歌川芳豊
- 歌川芳春
- 歌川芳房 (一宝斎)
- 歌川芳延
- 歌川芳輝
- 歌川芳為
- 歌川芳勝
- 歌川芳真
- 歌川芳室
- 五姓田芳柳
- 歌川芳富
- 坂本芳秋
- 含粋亭芳豊
- 梅春
- 芳升
- 歌川信房
- 竹内眉山
- 守長
- 玄珠斎栄暁
- 新川斎万太郎
- 水尾龍淵
- 春風舎
- 初代 保川春貞
- 二代目 保川春貞
- 藪田文輝
- 森川保之
- ならや伊八
- 有楽斎長秀
- 長重
- 浅山芦渓
- 蘭英斎芦国（浅山芦国）
- 戯画堂芦幸
- 六花園蘆雪
- 芦広
- 芦友
- 芦貫
- 芦舟
- 芦尚
- 芦郷
- 芦清
- 芦貞
- 浜松歌国
- あし川彦国
- 西光亭芝国
- 芳花堂はつ国
- 雨多国
- 春川あし広
- 芦陽
- 此君亭嶋丸
- 清谷
- 茶楽斎
- 錦葩楼国景
- 歌川貞丸
- 桂向亭長丸
- 紫嶺斎泉橘
- 泉守一
- 寿好堂よし国
- 寿陽堂とし国
- 寿宝堂千歌国
- 寿暁堂梅国
- 寿鶴堂政国
- 寿松堂ふじ国
- 寿曙堂清国
- 豊川英国
- 高よし幸
- 芳雅堂きし国
- 一心斎貞一
- 春好斎北洲
- 春梅斎北英
- 春寿
- 春栄
- 春松斎北寿
- 春完斎北信
- 春勇斎北雪
- 春曙斎北頂
- 春暁斎北晴
- 春暁斎北長
- 北心斎春山
- 画登軒春芝
- 春陽斎北敬
- 楳莚
- 春蝶
- 六花亭富雪
- 菅松峰
- 松川半山
- 月岡雪渓
- 蔀関牛
- 上田公長
- 一酔斎
- 左術
- 呉鳥斎
- 福智白瑛
- 景斎英寿
- 春川五七
- 堀田春鳥
- 春川春泉
- 三畠上龍
- 吉原真龍
- 周幽斎夏龍
- 川原慶賀
- 川原盧谷
- 北川豊秀
- 西川信春
- 鈴木星斎
- 谷清好
- 淡島椿岳
- 叟斎了古
- 梅川東南
- 梅川東挙
- 平井連山
- 梅園女史
- 鹿米
- 猿雀
- 錦江斎春艸

### 末期（1860頃〜1912頃）
先行き不透明な社会不安に覆われた幕末の万延年間から維新をへて富国強兵の明治時代にかけて活躍した絵師。
- 歌川国孝
- 一寸子花里
- 梅素亭玄魚
- 梅素薫
- 照皇斎国広
- 松浦武四郎
- 竹葉堂
- 茶丸
- 雲僊
- 岡本常彦
- 藤岡隆章
- 蝸堂
- 東洋斎斐章
- 三代目 歌川国重
- 二代目 歌川国麿
- 三代目 勝川春亭
- 松光斎長栄
- 露木為一
- 橘雲峨
- 葛飾正久
- 葛飾直久
- 人見淇堂
- 西尾慶治
- 二代目 歌川信秀
- 歌川春中
- 歌川春富
- 中井芳滝
- 後藤芳景
- 歌川景虎
- 歌川景久
- 歌川芳信
- 歌川芳邨
- 歌川芳菊
- 落合芳幾
- 小林幾英
- 武田幾丸
- 木村幾年
- 泉幾勝
- 歌川芳近
- 歌川芳栄
- 歌川芳鷹
- 歌川芳基
- 歌川芳貞
- 玉池堂一豊
- 月岡芳年
- 水野年方
- 細木年一
- 富永年親
- 尾崎年種
- 山田年忠
- 中澤年章
- 中山年次
- 稲野年恒（武部年恒）
- 右田年英
- 金木年景
- 春斎年昌
- 大月年光
- 高斎年充
- 福島年光
- 辰斎年秀
- 武内桂舟
- 中江玉桂
- 片山春帆
- 山中古洞
- 筒井年峰
- 木藤年延
- 野坂年晴
- 柴田年人
- 尾崎年華
- 藤田年季
- 小林年参
- 布施年麿
- 山田年貞
- 福島年丸
- 斎藤年魚
- 服部年之
- 中村年邑
- 清水年芳
- 阪巻年玉
- 後藤年景
- 枝年祥
- 桂年挙
- 高橋年隆
- 享斎年保
- 中沢年甲
- 一鱗堂年一
- 花輪年香
- 北原年清
- 年長
- 年豊
- 年明
- 年重
- 年広
- 年久
- 篠田義正
- 河鍋暁斎
- 河鍋暁翠
- 河鍋暁雲
- 早川松山
- 松下久吉
- 長井一禾
- 真野暁柳
- 真野暁亭
- 斎藤暁文
- 辻暁夢
- 土屋暁春
- 滝村弘方
- 綾部暁月
- 吉田暁芳
- 山本龍洞
- 島田友春
- 荒木白雲
- 東洲勝月
- 望斎秀月
- 名和永年
- 中島千年
- 山邨誠祐
- 明林堂鶴寿女
- 豊原国周
- 歌川国歳
- 歌川国保
- 歌川重春
- 二代目 歌川広重（歌川重宣）
- 三代目 歌川広重（歌川重政）
- 四代目 歌川広重（菊池貴一郎）
- 歌川重清
- 歌川重歳
- 歌川重久
- 昇斎一景
- 四代目 歌川豊国（三代目 歌川国政、二代目 歌川国貞）
- 四代目 歌川国政（三代目 歌川国貞）
- 五代目 歌川国政
- 歌川政信
- 歌川国雪
- 歌川国麿
- 歌川国利
- 歌川国明
- 二代目 歌川国明
- 二代目 歌川国春
- 歌川貞秀（橋本貞秀）
- 歌川貞雅
- 歌川国照
- 歌川国綱
- 二代目 歌川国輝（二代目 歌川国綱）
- 三代目 歌川国輝
- 歌川国玉
- 芦原国直
- 長谷川竹葉
- 肉亭夏良
- 二代目 歌川国久
- 歌川豊宣
- 歌川国峰
- 歌川国鶴
- 二代目 歌川国鶴
- 歌川国松
- 二代目 歌川広近
- 尾竹越堂
- 歌川芳梅
- 一梅斎芳峰
- 岩井梅雪
- 笹木芳光
- 野村芳圀
- 森芳雪
- 藤井芳春
- 歌川芳景
- 歌川芳員
- 歌川芳玉
- 初代 歌川芳艶
- 二代目 歌川芳艶
- 一橋斎艶長
- 歌川一豊
- 二代目 歌川芳豊
- 歌川芳秀
- 歌川芳麿
- 歌川芳藤
- 一鵬斎藤よし
- 歌川芳丸
- 歌川芳虎
- 歌川虎香
- 永島春暁
- 歌川芳鶴
- 歌川芳満
- 初代 歌川芳宗
- 二代目 歌川芳宗
- 歌川芳盛
- 二代目 歌川芳盛
- 歌川小芳盛
- 二代目 歌川芳丸
- 歌川芳雪
- 歌川芳仙
- 歌川芳谷
- 歌川芳桐
- 小林永州
- 歌川洲勢
- 一樋斎芳琴
- 歌川芳久
- 梅の本鶯斎
- 鶯斎梅児
- 武部芳豊
- 梅乃家梅英
- 初代 長谷川貞信
- 二代目 長谷川貞信（初代 長谷川小信）
- 長谷川宗広
- 三代目 長谷川貞信
- 二代目 長谷川小信
- 菊水茂広
- 一川礼山
- 小林清親
- 井上安治（井上探景）
- 田口米作
- 武田広親
- 蒔田俊親
- 篠原清興
- 小倉柳村
- 松木東江
- 春親
- 楊洲周延（橋本周延）
- 楊斎延一
- 鍋田玉英
- 梶田半古
- 飯沼玉亀
- 玉波
- 守川周重（歌川周重）
- 湯川周麿
- 周幸
- 柳斎周秀
- 豊原周春
- 五橋楼周芳
- 豊原周里
- 豊原周義
- 歌川和哥
- 今泉一瓢
- 小林永濯
- 富岡永洗
- 宮川春汀
- 小林永興
- 富田秋香
- 一港斎永林
- 落合芳麿
- 尾形月耕
- 尾形月山
- 小川耕一
- 繁岡耕晴
- 坂田耕雪
- 田井耕耘
- 原田耕挙
- 大倉耕濤
- 千品耕暁
- 月岡耕漁
- 庄田耕峯
- 笹井耕窓
- 遠藤耕渓
- 黒崎修斎
- 熊耳耕年
- 柴田耕洋
- 金森南耕
- 井江耕宗
- 菊地素石
- 山本昇雲
- 山崎年信
- 藤原信一
- 二代目 山崎年信
- 稲垣年直
- 西井菫斎
- 笠井鳳斎
- 加藤年洲
- 三代目 鳥居清満
- 鳥居清貞
- 初代 鳥居清種
- 三代目 鳥居清重（鳥居豊月）
- 三代目 鳥居清忠
- 二代目 鳥居清秀
- 安達吟光
- 竹内田蝶（歌川芳兼）
- 恩田文舟
- 青柳堤村
- 鈴木年基
- 林基春
- 小林芳秀
- 五粽亭広貞
- 五葉亭広信
- 東林斎広信
- 川崎美政
- 川崎千虎
- 埴原月岬
- 絵金（弘瀬金蔵）
- 入江長八
- 松浦守美
- 鰭崎英朋
- 英斎
- 蓮池堂
- 紅英斎
- 菱川有信
- 久米原雪谷
- 小杉桜湖
- 龍田精三
- 市川甘斎
- 野村美邦
- 小田切春陵
- 喜多村豊景
- 端館紫川
- 鏡湖

### 近現代（1912頃〜1989頃）
浮世絵が伝統工芸として生き長らえた大正時代から昭和末年頃までに活躍した絵師。
- 半哺
- 楢崎栄昭
- 土屋光逸
- 高橋松亭（高橋弘明）
- 尾竹竹坡
- 尾竹国観
- 五代目 歌川広重（菊池寅三）
- 北野恒富
- 笠松紫浪
- 小早川清
- 橋口五葉
- 山本鼎
- 石井柏亭
- 石井鶴三
- 吉田博
- 小原古邨
- 織田一磨
- 伊藤総山
- 山村耕花
- 竹久夢二
- 戸張孤雁
- 水野秀方
- 須藤宗方
- 鏑木清方
- 池田輝方
- 榊原蕉園
- 伊藤孝之
- 石渡江逸
- 伊東深水
- ポール・ジャクレー
- 山川秀峰
- 川瀬巴水
- 古屋台軒
- 名取春仙
- 小村雪岱
- 井出岳水
- 二代目 鳥居清種
- 四代目 鳥居清忠
- 五代目 鳥居清忠
- 鳥居忠雅
- 鳥居清光
- 六代目 歌川豊国
- 志村立美
- 岩田専太郎
- 七代目 歌川豊国
- 弦屋光渓
- 岡田親
- 木下大門
- 四代目 長谷川貞信
- 五代目 長谷川貞信

### 1990年代以降
伝統技術を踏襲しながら現代の要素を取り入れた平成時代以降の絵師。
- 浦田周社
- 萬家一斎
- 天明屋尚
- 山口晃
- ツバキアンナ
- 石川真澄

## 関連絵師・画家
- 英一蝶
- 円山応挙
- 山口素絢
- 川端玉章‐慶応2年(1866年)に江戸に出るが、生活苦のため、明治期に七福神の錦絵版画を描いている。
- 久保田米僊‐明治27年(1894年)に日清戦争の錦絵を描いた他、大津絵(木版画)を描いている。